# توماس بارفیلد
توماس ج. بارفیلد (Thomas J Barfield) (متولد ۱۹۵۰)(۱۳۲۹) استاد و رئیس دپارتمان انسان‌شناسی در دانشگاه بوستون و مدیر مؤسسه مطالعات جوامع و تمدن‌های مسلمان در این دانشگاه است. او همچنین رئیس مؤسسه آمریکایی مطالعات افغانستان (AIAS) است. کتاب اخیر او، Shadow Empires (امپراتوری‌های سایه)، به بررسی این موضوع می‌پردازد که چگونه امپراطوری‌های متفاوتی در اوراسیا و آفریقا از ۲۵۰۰سال قبل به‌وجود آمدند و فروپاشیدند ولی میراث آنها همچنان بر سیاست جهانی تأثیرگذار است. او پژوهش‌های گسترده‌ای درباره افغانستان انجام داده و کتاب‌هایی تألیف کرده است.

## فعالیت‌های پژوهشی
توماس بارفیلد در دهه ۱۹۷۰ (۱۳۵۰) پژوهش‌های میدانی گسترده‌ای را در میان کوچی‌های (عشایر) شمال افغانستان انجام داد و همچنین دوره‌های کوتاه‌مدتی را در سین‌کیانگ چین و آسیای مرکزی پس از فروپاشی شوروی پژوهش کرد. پس از ۲۰۰۱ (۱۳۸۰ و سقوط طالبان در افغانستان)، تحقیقات او بار دیگر به افغانستان معطوف شد و بر مسائل حقوقی، سازمان‌های حکومتی و توسعه اقتصادی متمرکز گردید. توماس در ۲۰۰۶(۱۳۸۵)، موفق به دریافت کمک‌هزینه گوگنهایم شد که به انتشار کتاب Afghanistan: A Cultural and Political History (۲۰۱۰) (افغانستان: تاریخ فرهنگی و سیاسی) انجامید؛ این اثر در سال ۲۰۱۱ جایزه «اثر برجسته» انجمن کتابخانه آمریکا را دریافت کرد.

## دیدگاه‌
۱. بارفیلد، در کتاب امپراتوریٰ‌های سایه Shadow Empires: An Alternative Imperial History، مفهوم «امپراتوری سایه» را معرفی کرده: واحدهای سیاسی قدرتمند در اطراف دولت‌های مسلط که تاریخ امپراتوری را از ۲۵۰۰ سال پیش شکل دادند. این «ضد امپراتوری‌»ها با امپراتوری‌های مستقر در تعامل بودند و بر توسعه و استراتژی‌های آنها تأثیر گذاشتند. بارفیلد هفت نوع از این ضد امپراتوری ها را شناسایی کرده و ظهور، سیاست، اقتصاد و طول عمر آنها را بررسی نموده است مانند شبکه‌های چادرنشین مغولستان و شیونگ نو ها در اطراف سرزمین اصلی چین؛ حاکمان روس اطراف امپراتوری تاتارها؛ قدرت‌های دریایی مانند آتن باستان یا واحدهای مرزبانی نیمه مستقل مانند عربهای اطراف ایران یا ممالیک نزدیک به فاطمیان. او استدلال آورده که در حالی که این امپراتوری‌های سایه اغلب با استخراج ثروت از امپراتوری‌های مسلط شروع می‌شدند، اما موفق‌ترین آنها به خود قدرت‌های بزرگ تبدیل شدند و مسیر تاریخ را شکل دادند. مغولها امپراتوری‌هایی که بر پایه کشاورزی بودند مانند چین و ایران را از طریق تصرف و خراج تحت تأثیر قرار دادند. آنان در چین یا در هند، با اتخاذ نهادهای محلی با موفقیت از «فاتح» به «حاکم» تبدیل شدند.
بارفیلد با گسترش تحلیل خود به دوران مدرن، مانندهایی را بین امپراتوری‌های سایه گذشته و بازیگران غیردولتی معاصر (مانند گروه‌های شورشی، بازیگران غیردولتی یا قدرت‌های منطقه‌ای) ترسیم کرده که دولت‌های مسلط جهانی را به چالش می‌کشند. به‌طور کلی، کتاب بارفیلد دیدگاه تازه‌ای در مورد تاریخ امپراتوری ارائه می‌کند و تعاملات پویا بین امپراتوری‌ها و دشمنان «بربر» فرضی آنها را برجسته می‌کند. او به جای اینکه تاریخ را به عنوان یک خیابان یک طرفه ببیند که امپراتوری ها بر اطراف خود تسلط دارند، نشان می دهد که چگونه مناطق پیرامونی به اندازه مراکز قدرت، مسیر تاریخ جهانی را شکل داده اند.
۲. بارفیلد در کتاب افغانستان: تاریخ فرهنگی، سیاسی افغانستان به بررسی ماهیت متغیر مشروعیت سیاسی در افغانستان توجه کرده است. او با استفاده از آرای ابن‌خلدون، بحران مشروعیت حاکمان را تحلیل کرده و تأکید می‌کند که حاکمان داخلی و خارجی افغانستان برای ایجاد نظم باید سیاست محلی را مطابق با درک مردم مدیریت کنند. بارفیلد حکومت عبدالرحمان(۱۲۵۹ تا ۱۲۸۰خ) را اوج تلاش برای متمرکزسازی قدرت مرکزی دانسته که این اقدام هزینۀ سنگینی برای کشور داشت و میراثی نامیمون از خود برجای گذاشت. او نظام فدرالی را بهترین گزینه برای این کشور می‌داند، چراکه باعث کاهش وابستگی به کابل و تقویت مناطق کلیدی می‌شود. از دیدگاه او، تغییرات اقتصادی از جمله بهره‌برداری از منابع معدنی و شهرنشینی، بیش از اصلاحات سیاسی، موجب مدرن‌سازی افغانستان خواهد شد.
بارفیلد در تحلیل ساختار اجتماعی افغانستان، به نظریه «رقابت عموزادگان» اشاره می‌کند که ریشه در درون‌گرایی قبایل دارد. بر اساس این نظریه، قبایل افغان هنگام وجود دشمن خارجی متحد می‌شوند، اما پس از رفع تهدید، به رقابت داخلی بازمی‌گردند. این پدیده پس از خروج شوروی (۱۳۶۷) نیز رخ داد، جایی که گروه‌های مجاهدین که پیش‌تر متحد بودند، به رقابت و درگیری با یکدیگر پرداختند. بارفیلد این ویژگی را از عوامل کلیدی بی‌ثباتی افغانستان می‌داند.
بارفیلد در مقاله معمای قومی افغانستان (Afghanistan's Ethnic Puzzle: Decentralizing Power Before the U.S. Withdrawal) که در ۲۰۱۱(۱۳۹۰) و پس از مطرح شدن خروج امریکایی‌ها از افغانستان نوشته شد گفته: پس از سقوط طالبان در ۲۰۰۱ (۱۳۸۰)، نگرانی از تجزیه افغانستان افزایش یافت، اما تجربه تاریخی نشان داده که افغان‌ها هرگز تمایلی به تجزیه نداشته‌اند. در ۲۰۱۱، این نگرانی معکوس شد و تمرکز و حفظ بیش از حد قدرت از سوی دولت ناکارآمد کابل، خود به تهدیدی برای وحدت کشور بدل شد. درگیری‌های قومی در افغانستان عمدتاً برای تسلط بر دولت بوده، نه تجزیه کشور، و وفاداری مردم بیشتر به خویشاوندی، منطقه و زبان است تا قومیت. دولت‌های افغانستان، از امپراتوری‌های پیشین تا عبدالرحمن، همواره ساختاری چندتباری داشته‌اند.
بارفیلد درباره جنگ‌های داخلی قرن بیستم در افغانستان نوشته: درگیری‌های قومی در سیاست افغانستان قرن بیستم نقش داشته‌اند، اما سقوط دولت‌ها بیشتر نتیجه‌ی کشمکش ایدئولوژیک یا فرهنگی میان نخبگان نوگرا و روستاییان محافظه‌کار بوده است. این تقابل از سرنگونی امان‌الله خان در ۱۹۲۹ (زمستان ۱۳۰۷ و شورش حبیب‌الله کلکانی) تا واکنش به اصلاحات حزب دموکراتیک خلق در ۱۹۷۸ (۱۳۵۷ و قیام روستاییان مسلمان علیه دولت کمونیستی) ادامه یافت و اغلب ائتلاف‌های فراملی و فرامذهبی را در برابر دولت‌های نوگرا شکل داد. درگیری‌های ایدئولوژیک منجر به سقوط دولت‌ها شده‌اند، اما در خلأ ناشی از آن، جنگ‌های قومی و منطقه‌ای شکل گرفته‌اند. جنگ داخلی دهه ۹۰ (دهه ۱۳۷۰ و درگیری‌های احزاب مجاهد) برخلاف شورش‌های ایدئولوژیک پیشین، بیشتر رقابتی بر سر قدرت بود تا اختلافی قومی. طالبان با بهره‌گیری از مذهب توانستند موقتاً وحدت ایجاد کنند، اما ماهیت قومی آنها مانع از پذیرش سراسری شد و سقوط‌شان در ۲۰۰۱ (۱۳۸۰) را تسهیل کرد. او معتقد است تفکرات افراط‌گرایانه، بیش از اختلافات قومی، باعث بی‌ثباتی افغانستان شده‌اند و حل بحران افغانستان مستلزم ایجاد دولتی مشروع و متوازن است که بتواند از شکاف‌های قومی و منطقه‌ای بکاهد.

## آثار[۱۲]

### کتاب
- 2023. Shadow Empires: An alternative imperial history. Princeton: Princeton University Press.
- 1997. (executive editor) The dictionary of anthropology. Oxford and Malden, MA: Blackwell.
- 1989. The perilous frontier: Nomadic empires and China, 221 BC to AD 1757. Oxford: Blackwell

### مقاله
- Tribe-state relations: A central Asian perspective.  Multidisciplinary Research in Archeology 2:3-36, 2020[۱۳]
- [۱۴]Steppe empires, China, and the Silk Route: Nomads as a force in international trade and politics, 2001

### افغانستان
- 2022. Afghanistan: A cultural and political history (2nd edition). Princeton: Princeton University Press.
- 2020. “Afghan political ecologies: templates past and present from the eastern Iranian world” In Limits of Empire in Ancient Afghanistan, edited by Richard Payne and Rhyne King. Wiesbaden: Harrassowitz Verlag, pp. 1-20
- Afghan paradoxes. In Afghan endgames: Strategy and policy choices for America’s longest war, edited by Hy Rothstein and John Arquillla. 2012 Washington: Georgetown University Press, pp. 39-58.
- 2019. “Afghanistan, from mid-18th century.” The Encyclopaedia of Islam, 3rd edition.
- 2011. “Afghanistan: the local and the global in practice of shari’a.” In Shari’a Politics, edited by Robert Hefner. Bloomington: Indiana University Press, pp. 179-206.
- Afghanistan's Ethnic Puzzle: Decentralizing Power Before the U.S. Withdrawal, Foreign Affairs, Vol. 90, No. 5 (SEPTEMBER/OCTOBER 2011), pp. 54-65, 2011[۱۵]

- Afghanistan: A Cultural and Political History .2010
- The Central Asian Arabs of Afghanistan.1991
- Afghanistan: An Atlas of Indigenous Domestic Architecture .1990 (با همکاری دیگر نویسندگان)

### ترجمه به فارسی
- افغانستان: تاریخ فرهنگی سیاسی، مترجم: عبدالله محمدی، تهران، نشر عرفان، ۱‍۳۹۸.[۱۶]
- تاریخ افغانستان، مترجم: زهرا سلیمانیان، تهران، نشر جمهوری، ۱۴۰۳.[۱۷]